# Chitrabanukoti, Mudhol
Chitrabanukoti là một làng thuộc tehsil Mudhol, huyện Bagalkot, bang Karnataka, Ấn Độ.